# Tendilla (kommunhuvudort)
Tendilla är en kommunhuvudort i Spanien.   Den ligger i provinsen Provincia de Guadalajara och regionen Kastilien-La Mancha, i den centrala delen av landet, 60 km öster om huvudstaden Madrid. Tendilla ligger 794 meter över havet och antalet invånare är 345.
Terrängen runt Tendilla är kuperad åt nordväst, men åt sydost är den platt. Tendilla ligger nere i en dal. Runt Tendilla är det glesbefolkat, med 10 invånare per kvadratkilometer. Närmaste större samhälle är Guadalajara, 19,6 km nordväst om Tendilla. Trakten runt Tendilla består till största delen av jordbruksmark.